# Guissény

Guissény este o comună în departamentul Finistère, Franța. În 1 ianuarie 2022 avea o populație de 1.974 de locuitori.